# Трифкович, Гай
Гай Трифкович (босн. Gaj Trifković, род. 3 октября 1981, Сараево, Босния и Герцеговина) — боснийский историк, автор монографий и многочисленных публикаций в рецензируемых научных журналах по проблематике истории Югославии в годы Второй мировой войны.

## Биография
Гай Трифкович изучал историю в Грацском университете имени Карла и Франца. Там же в 2013 году защитил докторскую диссертацию по теме «Making Deals With the Enemy: German-Partisan Contacts and Prisoner Exchanges in Yugoslavia 1941—1945» (Заключение сделок с врагом: немецко-партизанские контакты и обмен пленными в Югославии 1941—1945) и получил учёную степень доктора философии. Его докторская диссертация была опубликована в виде книги на английском языке в 2020 году под названием «Parleying With the Devil: Prisoner Exchange in Yugoslavia 1941—1945» (Переговоры с дьяволом: обмен пленными в Югославии 1941—1945) в издательстве «Kentucky University Press». В целом за время с 2011 года Трифкович опубликовал три монографии и многочисленные статьи по тематике истории Второй мировой войны на Балканах в научных академических изданиях: «Brill», «The Journal of Slavic Military Studies», «International Journal of Military History and Historiography», «Militärgeschichtliche Zeitschrift», «The Journal of Military History», «Časopis za suvremenu povijest», «Global War Studies», «Војноисторијски гласник» и др.. В настоящее время работает в Центре по правам человека Сараевского университета

## Список работ

### Монографии
- Parleying With the Devil: Prisoner Exchange in Yugoslavia 1941—1945 (Lexington, KY: University Press of Kentucky/Andarta Books, 2020)[1].
- Sea of Blood: A Military History of the Partisan Movement in Yugoslavia 1941—45 (Warwick: Helion & Company, 2022)[К 2][8].
- Kesselschlachten in Jugoslavien. Unternehmen «Weiß» und «Schwarz» 1943 (Aachen: Helios-Verlag, 2022)[9].

### Статьи в научных журналах[2][6][1]
- «A Case of Failed Counterinsurgency» in: The Journal for Slavic Military Studies, Vol. 24 / No. 2 (2011), pp. 314—336.
- Failed Counterinsurgency in Wartime Yugoslavia: An Answer / Controversy with Dr. Klaus Schmider (UK Military Academy Sandhurst) regarding the article «A Case of Failed Counterinsurgency» in: The Journal for Slavic Military Studies, Vol. 24 / No. 4 (2011), pp. 722—725.
- «Making Deals with the Enemy: Partisan-German Contacts and Prisoner Exchanges in Yugoslavia, 1941-1945» in: Global War Studies, Vol. 10 / No. 2 (2013), pp. 6—37[10].
- «The Key to the Balkans: The Battle for Serbia 1944» in: The Journal of Slavic Military Studies, Vol. 28 / No. 3 (2015), pp. 524—555.
- «Carnage in the Land of Three Rivers: The Syrmian Front 1944—1945» in: Militärgeschichtliche Zeitschrift, Bd. 75 / No. 1 (2016), pp. 94—122.
- «'Damned Good Amateurs': Yugoslav Partisans in the Belgrade Operation 1944» in: The Journal of Slavic Military Studies Vol. 29 / No. 2 (2016), pp. 253—278.
- «The Forgotten Surrender: The End of the Second World War in Yugoslavia» in: The International Journal of Military History and Historiography, Vol. 37 / No. 2 (2017), pp. 147—172.
- «’The German Anabasis’: The Breakthrough of Army Group E from Eastern Yugoslavia 1944» in: The Journal of Slavic Military Studies Vol. 30 / No. 4 (2017), pp. 602—629.
- «The Partisans' Lost Victories: Operations in Montenegro and Bosnia-Herzegovina 1944—1945» in: Journal of Military History Vol. 82 / No. 1 (2018), pp. 95—124.
- «The German ‘ultra’: signals intelligence in Yugoslavia 1943—1944» in: Journal of Intelligence History, Vol. 17 / No. 2 (2018), pp. 104—120.
- «Operacije Crvene armije u sjevernoj Jugoslaviji 1944—1945. iz sovjetskih dokumenata» / «The operations of the Red Army in northern Yugoslavia in 1944—1945. from Soviet documents» in: Vojnoistorijski glasnik Vol. 67 / No. 2 (2017), pp. 205—233.
- «„Katastrofa izbjegnuta za dlaku“: njemački izvori o Kninskoj bitci 1944.» in: Časopis za suvremenu povijest Vol. 53 / No. 2 (2021), str. 549—570.
- «Too Little, Too Late: Evolution in German Counter-insurgency Methods in Yugoslavia 1943—1944» in: The Journal of Slavic Military Studies Vol. 34 / No. 3 (2021), pp. 403—425.
- «„Brandenburg“ vs. Yugoslavia, 1941—1945» in: Vojnoistorijski glasnik No.2 (2021), pp. 84-120.
- «Nedostaje mu čvrstine: Njemački generali u Jugoslaviji 1941—1945.» in: Historijska traganja Vol. 21 (2022), pp. 171—203.
- «Јачина и квалитет њемачких трупа у Југославији 1943—1945» (Strength and quality of German troops in Yugoslavia) in: Vojnoistorijski glasnik No. 2 (2023), с. 131—161.

### Публикации в сборниках
- 'Liberated Territory' vs. 'Battle Of Annihilation': Partisan And German Strategies in Yugoslavia, 1941-45. Contribution to Anti-Axis Resistance in Southeastern Europe, 1939—1945, (Paderborn: Brill, 2023), pp. 143—163[11].
- Narodnooslobodilački pokret u Bosni i Hercegovini 1941—1945. // Historija Bosne i Hercegovine / 5 : Bosna i Hercegovina u XX stoljeću (1918—1945)[12]
- Od «bandita» do «Jugoslovenske armije»: partizanski rat 1941—1945. — Project Yu-Historija[13].

## О книге «Sea of Blood: A Military History of the Partisan Movement in Yugoslavia 1941—1945»
Изданная в 2022 году книга Гая Трифковича «Sea of Blood: A Military History of the Partisan Movement in Yugoslavia 1941—1945» (Море крови: Военная история партизанского движения в Югославии 1941—1945) получила положительную оценку известного военного историка Клауса Шмидера. Историк отмечает: «Хотя существует ряд ценных работ, посвящённых либо подъёму и падению роялистского Сопротивления (четников), либо оккупационной политике „оси“, до сих пор не хватало однотомной монографии на английском языке, которая чётко отдавала бы приоритет военному планированию и операциям НОАЮ. „Море крови“ обещает заполнить этот пробел». Степень охваченных Трифковичем югославских военных документов является «просто беспрецедентной в англоязычной историографии». Наряду с этим, хотя и в несколько меньшей степени, автор использовал многочисленные немецкие первоисточники, «прорывая стену, которая до сих пор разделяла историографию» по данной теме. Наряду с крупными столкновениями, Трифковичем проанализировано множество мелких военных кампаний, проведенных на югославском ТВД, едва известных за пределами бывшей Югославии, однако имеющих абсолютно решающее значение для оценки динамики повстанческого движения в определённых регионах. При этом уникальность достижения Трифковича заключается в написании книги, в которой факты и выводы почти всегда подкрепляются источниками противоборствующих лагерей. Результатом работы Трифковича стала давно назревшая критическая переоценка Народно-освободительного движения Югославии, которое следует оценить как самое умелое и искусное повстанческое движение периода 1930-х — 1960-х годов, превзошедшее даже НОАК и Вьетминь.
В издательстве «Naklada Ljevak» (Загреб) готовится к выходу в 2025 году одноимённая книга на хорватском языке «More krvi: vojna povijest partizanskog pokreta u Jugoslaviji 1941—1945».

### Комментарии
1. ↑  Согласно обзору, опубликованному в журнале «The Journal of Slavic Military Studies», книга основана на обширных источниках, военных документах и послевоенной литературе и представляет собой подробный анализ по теме обмена пленными и сопровождавших его контактов между немецкими оккупационными властями и югославскими партизанами в годы Второй мировой войны[4].
2. ↑  Книга Гая Трифковича «Sea of Blood. A Military History of the Partisan Movement in Yugoslavia 1941—45» представляет подробный обзор югославского театра военных действий во время Второй мировой войны. Как пишет словенский историк Клемен Коцянчич, автор не ограничивает себя оперативной историей югославского движения сопротивления (партизан), переплетая её с оперативной деятельностью всех оккупационных сил Югославии (в первую очередь Третьего рейха и Италии), а также деятельностью коллаборационистских и других союзных сил стран «оси», которые действовавали на территории бывшей Югославии[7]